# Hradčany, Přerov
Hradčany là một làng thuộc huyện Přerov, vùng Olomoucký, Cộng hòa Séc.